# Annoisin-Chatelans
Annoisin-Chatelans is een gemeente in het Franse departement Isère (regio Auvergne-Rhône-Alpes) en telt 697 inwoners (2020). De plaats maakt deel uit van het arrondissement La Tour-du-Pin.

## Geografie
De oppervlakte van Annoisin-Chatelans bedraagt 13,3 km², de bevolkingsdichtheid is 46,2 inwoners per km².
De onderstaande kaart toont de ligging van Annoisin-Chatelans met de belangrijkste infrastructuur en aangrenzende gemeenten.

## Demografie
Onderstaande figuur toont het verloop van het inwonertal (bron: INSEE-tellingen).